# Огове-Лоло
Огове-Лоло  (фр. Ogooué-Lolo) — провинция на юго-востоке Габона. Площадь составляет 25 380 км², население — 65 771 человека (2013 год). Административный центр — город Куламуту.

## География
Граничит на северо-западе с провинцией Нгуни, на севере с провинцией Огове-Ивиндо, на востоке с провинцией Верхнее Огове, на юге с Республикой Конго. Река Огове, пересекающая провинцию с юго-востока на северо-запад, делит её на 2 приблизительно равные части.

## Население
По данным на 2013 год численность населения составляет 65 771 человек.
Динамика численности населения провинции по годам:
| 1993   | 2013   |
| ------ | ------ |
| 43 915 | 65 771 |

## Департаменты
В административном отношении провинция подразделяется на 4 департамента:

Департаменты Огове-Лоло (старая версия).

- Лоло-Буэнгиди (адм. центр — Куламуту) (Lolo-Bouenguidi)
- Мулунду (адм. центр — Ластурвиль) (Mouloundou)
- Ломбо-Буэнгиди (адм. центр — Пана) (Lombo-Bouenguidi)
- Оффуэ-Оной (адм. центр — Ибунджи) (Offoué-Onoye)